# Ненач
Ненач — річка в Білорусі у Калинковицькому й Мозирському районах Гомельської області. Ліва притока річки Прип'яті (басейн Прип'яті).

## Опис
Довжина річки 41 км, похил річки 0,4 м/км, площа басейну водозбору 796 км², середньорічний стік 3 м³/с. Формується притоками та безіменними струмками.

## Розташування
Бере початок за 2 км на південно-східній стороні від села Рудниця. Тече переважно на південний захід і на північно-західній околиці міста Мозир впадає в річку Прип'ять, ліву притоку річки Дніпра.